# Gabriel Basso
Louis Gabriel Basso III (Saint Louis (Missouri), 11 december 1994) is een Amerikaans acteur.

## Carrière
Basso werd geboren in Saint Louis, Missouri en is de zoon van Marcia en Louis J. Basso. Hij heeft twee zussen die ook acteren, genaamd Alexandria Basso en Annalise Basso. Hij wilde aanvankelijk profvoetballer worden voordat hij acteren ontdekte. Basso speelde vele gastrollen in televisieseries voordat hij in een terugkerende rol in The Big C verscheen als Cathy Jamison's zoon Adam. Hij speelde ook een rol in de film Super 8 uit 2011. In 2020 speelde hij J.D. Vance in het film Hillbilly Elegy. In 2023 verscheen hij met de titelrol in de televisieserie The Night Agent.

## Filmografie

### Film
| Jaar | Titel                         | Rol                           | Opmerkingen         |
| ---- | ----------------------------- | ----------------------------- | ------------------- |
| 2007 | Meet Bill                     | Kind met kanker               | Niet op de titelrol |
| 2007 | Alice Upside Down             | Klasgenoot / Theater Club-lid | Niet op de titelrol |
| 2009 | Alabama Moon                  | Hal Mitchell                  |                     |
| 2011 | Super 8                       | Martin Read                   |                     |
| 2013 | The Kings of Summer           | Patrick Keenan                |                     |
| 2014 | The Hive                      | Adam Goldstein                |                     |
| 2015 | Barely Lethal                 | Gooch                         |                     |
| 2015 | Ithaca                        | Tobey George                  |                     |
| 2015 | Anatomy of the Tide           | Kyle Waterman                 |                     |
| 2016 | American Wrestler: The Wizard | Jimmy Petersen                |                     |
| 2016 | The Whole Truth               | Mike Lassiter                 |                     |
| 2020 | Hillbilly Elegy               | J.D. Vance                    |                     |
| 2024 | The Strangers: Chapter 1      | Gregory                       |                     |
| 2024 | Trigger Warning               | Mike                          |                     |
| 2024 | Juror No. 2                   | James Michael Sythe           |                     |

### Televisie
| Jaar       | Titel                                       | Rol              | Opmerkingen                              |
| ---------- | ------------------------------------------- | ---------------- | ---------------------------------------- |
| 2009       | iCarly                                      | Fake Freddie     | Aflevering: "iLook Alike"                |
| 2009       | Eastwick                                    | Elliot           | Aflevering: "Magic Snow and Creepy Gene" |
| 2010       | The Middle                                  | Rodney Glossner  | Aflevering: "The Neighbor"               |
| 2010       | Scared Shrekless                            | Tiener #1 (stem) | Korte televisiefilm                      |
| 2010–2013  | The Big C                                   | Adam Jamison     | 40 afleveringen                          |
| 2011       | R. L. Stine's The Haunting Hour: The Series | Teddy            | Aflevering: "Lights Out"                 |
| 2012       | Perception                                  | Billy Mitchell   | Aflevering: "Kilimanjaro"                |
| 2014       | The Red Road                                | Brian Rogers     | Aflevering: "Snaring of the Sun"         |
| 2023-heden | The Night Agent                             | Peter Sutherland | 20 afleveringen                          |

## Prijzen en nominaties
| Jaar | Prijs                               | Categorie                                                       | Werk                          | Uitslag     |
| ---- | ----------------------------------- | --------------------------------------------------------------- | ----------------------------- | ----------- |
| 2011 | Phoenix Film Critics Society Awards | Beste acteren in het ensemble                                   | Super 8                       | Gewonnen    |
| 2011 | Teen Choice Awards                  | Choice Movie Chemistry                                          | Super 8                       | Genomineerd |
| 2012 | Young Artist Award                  | Beste uitvoering in een speelfilm - Jong ensemble cast          | Super 8                       | Genomineerd |
| 2016 | Boston Film Festival                | Beste ensemblecast                                              | American Wrestler: The Wizard | Gewonnen    |
| 2024 | Critics' Choice Super Awards        | Beste acteur in een actieserie, beperkte serie of televisiefilm | The Night Agent               | Genomineerd |